# Sphaerostephanos batulantensis
Sphaerostephanos batulantensis är en kärrbräkenväxtart som beskrevs av Holtt. Sphaerostephanos batulantensis ingår i släktet Sphaerostephanos och familjen Thelypteridaceae. Inga underarter finns listade.